# 피터 도널드슨
피터 도널드슨(Peter Donaldson, 1953년 10월 29일 ~ 2011년 1월 8일)은 캐나다의 배우이다.
토론토에서 사망하였다. 사인은 폐암이다.

## 출연 작품
- 디플리 (2000년)
- 달콤한 후세 (1997년)
- 위험한 증언 (1996년)
- 겟어웨이 - 끝없는도주 (1994년)

### 텔레비전
- 에이번리로 가는 길 (1990-92)